# Кожамкулов, Толеген Абдисагиевич
Толеген Абдисагиевич Кожамкулов (род. 29 апреля 1946, Жамбылский район, Алма-Атинская область, Казахская ССР, СССР) — казахский учёный в области теоретической физики, основатель нового научного направления в квантовой хромодинамике. Заслуженный деятель науки и техники Республики Казахстан (1996). Лауреат Государственной премии Республики Казахстан им. Аль-Фараби в области науки и техники (2015).
Ректор Казахский национальный университет имени Аль-Фараби (2001—2008).
Вице-президент НАН РК (2005—2012).
доктор физико-математических наук (1986), профессор (1989). Почётный (с 2004), академик НАН РК (с 2008).

## Биография
Родился 29 апреля 1946 года в Жамбылском районе Алматинской области.
В 1962 году Окончил среднюю школу, Поступил на физический факультет Казахского государственного университета им. Кирова. Учился Ленинским стипендиатом, активно занимался наукой, спортом и музыкой.
В 1967 году Окончил с отличием физический факультет КазГУ им. С. М. Кирова по специальности «теоретическая физика», в 1970 году аспирантуру Физико-технического института им. А. Ф. Иоффе АН СССР (РАН РФ) в г. Санкт-Петербурге.

## Трудовая деятельность
С 1970 по 1998 годы — работал в КазГУ им. С. М. Кирова на физическом факультете — ассистентом, старшим преподавателем, доцентом, профессором, заведующим кафедрой теоретической физики, деканом факультета, директором НИИ экспериментальной и теоретической физики.
С марта 1998 года по июль 2001 года — Ректор Жетысуский государственный университет имени Ильяса Жансугурова
С июля 2001 года по апрель 2008 года — Ректор Казахский национальный университет имени Аль-Фараби
С апреля 2008 года — советник ректора Казахский национальный университет имени Аль-Фараби. Научный руководитель НИИ ЭТФ.
С 2005 по 2012 годы — Вице-президент Национальная академия наук Казахстана

## Научные, литературные труды
В 1986 году защитил докторскую диссертацию по решёточным калибровочным теориям на тему: «Стохастическое квантование калибровочных полей на решётке» в Институте теоретической физики АН УССР (г. Киев).
Им опубликовано около 300 научных трудов в международных и республиканских реферируемых специализированных изданиях по таким разделам физики, как квантовая хромодинамика, теория ядра и элементарных частиц, теория относительности и гравитации. Он является автором трёх монографий, в том числе первой в новейшем направлении науки «Стохастическое квантование в теории поля», получившей широкое признание мировой научной общественности. Созданная академиком Т. А. Кожамкуловым научная школа получила широкое мировое признание.
Его ученики и последователи активно и плодотворно работают в научных центрах России, США, Австрии, Франции, Израиля, Великобритании, Италии, Японии и других зарубежных стран.
Первые научные труды Т. А. Кожамкулова опубликованы ещё в студенческие годы по релятивистской теории гравитации. Он в 21 год стал аспирантом легендарного Ленинградского ФТИ им. А. Ф. Иоффе АН СССР без прохождения традиционной предварительной двухгодичной научной стажировки. Это беспрецедентный случай в истории физтеха. Он — первый и единственный казахстанец, в полном объёме освоивший известный девятитомный курс теоретической физики Л. Д. Ландау и Е. М. Лифшица. Кандидатская диссертация написана по теории атомного ядра.
В раскрытии его природных дарований неоценимую роль сыграли ежегодные школы ЛИЯФ им. Б. П. Константинова АН СССР и теоретические семинары академика А. Б. Мигдала, его учителя, соратника лауреата Нобелевской премии Л. Д. Ландау. Т. А. Кожамкулов — единственный соотечественник, принятый элитарной научной средой физиков-теоретиков ИТФ им. Л. Д. Ландау АН СССР.
Он — создатель и первый директор Научно-исследовательского института экспериментальной и теоретической физики при КазНУ им. аль-Фараби, ставшего первым НИИ при вузе в Казахстане.
Т. А. Кожамкулов — один из инициаторов создания Академии наук высшей школы Казахстана (Казахстанское отделение МАН ВШ), главной целью которой является содействие развитию науки в высшей школе и максимальное использование её достижений для повышения благосостояния и духовного потенциала общества.
Им опубликовано в отечественной и зарубежной печати около 200 трудов, включая три монографии. Он является постоянным участником крупных международных конференций и симпозиумов, проходящих в таких странах как Великобритания, Германия, Япония, США, Китай, Швейцария, Россия и др.

## Учёное звание
В 1973 году защитил диссертацию на соискание учёной степени кандидата физико-математических наук, в 1986 году — докторскую диссертацию на тему «Стохастическое квантование калибровочных полей на решётке. Теория и численный эксперимент» на Спец.совете Института теоретической физики АН Украины (г. Киев).
В 1989 года Т. А. Кожамкулову было присвоено учёное звание профессора.
В 1994 года избран академиком Международной Академии наук высшей школы.
В 1998 года избран действительным членом — академиком Международной академии творчества (г. Париж, Франция).
В 2004 года избран академиком Национальной инженерной академии РК.
В 2004 года — почётный, а в 2008 г. — действительный член (академик) Национальной академии наук РК.
С 2002 по 2012 годы — член Президиума, 2005 по 2012 годы — вице-президент Национальной Академии наук РК.

## Награды и звания
- Нагрудный значок «За отличные успехи в работе» (1984)
- Указом Президента РК в 1996 года удостоен звания «Қазақстанның еңбек сіңірген ғылым және техника қайраткері»
- Медаль «10 лет независимости Республики Казахстан» (2001)
- Золотая медаль — SPI Ассоциации содействия промышленности SPI (Франция) (2002)
- Золотая медаль имени П. Л. Капицы «За научные открытия» (2003)
- Медаль имени А.Байтурсынова «Лучший автор» за плодотворный труд в написан. учебн. нового поколения (2003)
- 7 декабря 2004 года Указом Президента Республики Казахстан за заслуги перед государством, значительный вклад в социально-экономическое и культурное развитие и активную общественную деятельность Т. А. Кожамкулов награждён Орденом «Парасат».[1]
- Медаль «10 лет Конституции Республики Казахстан» (2005)
- Орден «Барыс» 2 степени (2014) из рук президента РК в Акорде.[2]
- Почётный гражданин Алматинской области (2001), Жамбылского района (2006), г. Талдыкорган (2016), а также г. Тусон, штат Аризона (США, 2007).
- Академик Т. А. Кожамкулов является Почётным профессором ряда ведущих университетов зарубежных стран и Отечества.
- Лауреат Государственной премии Республики Казахстан им. Аль-Фараби в области науки и техники За цикл работ на тему "Квантовые и коллективные свойства плазмы: теоретические основы новых технологии (14 декабря 2015 года).[3][4]
- Медаль «25 лет независимости Республики Казахстан» (2016)[5]
- Почётный работник образования Республики Казахстан
- Отличник образования Республики Казахстана.
- Благодарностью Президента Республики Казахстан с вручением нагрудного знака «Алтын Барыс».
- Медаль «Ветеран труда Казахстан» (2018).[6]